# Городнянский район
Городня́нский райо́н (укр. Городнянський район) — упразднённая административная единица на севере Черниговской области Украины. Административный центр — город Городня.

## Географическое положение
Городнянский район граничит с Репкинским, Черниговским, Сновским и Менским районами, а также Гомельской (Беларусь) и Брянской (Россия) областями.
Максимальная высота — 154 м. Леса в районе расположены очагами на севере, а на западе и в центре — большой массив. Север местами заболочен.
По территории района протекают реки:
Верпч,
Глиненка,
Замглай,
Крюкова,
Мостище,
Свечин,
Синец,
Смяч,
Снов,
Тетева,
Чибриж,
Невклянский.
Входит в Черниговское Полесье.

## История
Городнянский район создан в 1923 году. 21 января 1959 года к Городнянскому району были присоединены части территорий упразднённых Добрянского и Тупичевского районов. 17 июля 2020 года в результате административно-территориальной реформы район вошёл в состав Черниговского района.
С 1917 года издаётся районная газета «Новини Городнянщини».

## Население
Население района составляет 36 349 человек ( данные 2001 г.),
в том числе в городских условиях проживают 13 987 человек,
в сельских — 22 362. По состоянию на 1989 года численность населения составляла 44 422 человека.

## Административное устройство
Район включает в себя:
| - Городских советов: 1 - Сельских советов: 30 | - Городов: 1 - Посёлков: 6 - Сёл: 71 |

### Местные советы[5]
| - Городнянский городской совет - Андреевский сельский совет - Буровский сельский совет - Бутовский сельский совет - Ваганичский сельский совет - Великодырчинский сельский совет - Великолиственский сельский совет - Владимировский сельский совет - Выхвостовский сельский совет - Гнездищенский сельский совет - Деревинский сельский совет - Дроздовицкий сельский совет - Ивашковский сельский совет - Ильмовский сельский совет - Конотопский сельский совет - Кузничевский сельский совет | - Куликовский сельский совет - Лемешовский сельский совет - Макишинский сельский совет - Моложавский сельский совет - Мощенский сельский совет - Пекуровский сельский совет - Переписский сельский совет - Полесский сельский совет - Сеньковский сельский совет - Смычинский сельский совет - Солоновский сельский совет - Тупичевский сельский совет - Хоробичский сельский совет - Хотивлянский сельский совет - Хриповский сельский совет |

### Населённые пункты[6]
| с. Автуничи с. Алешинское с. Андреевка с. Барабановское с. Безиков с. Бериловка с. Ближнее с. Будище с. Буровка с. Бутовка с. Ваганичи с. Великий Дырчин с. Великий Листвен пос. Вершины с. Владимировка с. Вокзал-Городня с. Выхвостов с. Гасичевка с. Гнездище г. Городня | с. Горошковка с. День-Добрый с. Деревины с. Дибровное с. Долгое с. Дроздовица с. Дыхановка с. Залесье с. Здряговка пос. Зелёное с. Ивашковка с. Ильмовка с. Карповка с. Картовецкое с. Конотоп с. Кузничи с. Куликовка с. Кусеи с. Лашуки с. Лемешовка | пос. Лозовое с. Лютеж с. Макишин с. Малый Дырчин с. Мальча с. Марочкино с. Минаевщина с. Моложава с. Мосты с. Мощенка с. Невкля с. Павло-Ивановское с. Пекуровка с. Перепись с. Перерост с. Перше Травня с. Пивневщина с. Полесье с. Политрудня с. Развиновка | пос. Рубеж с. Свитанок с. Сеньковка с. Слобода с. Смычин с. Солоновка с. Староселье с. Стовповка с. Студенец с. Сутоки пос. Тополевка с. Травневое с. Тупичев с. Хоробичи с. Хотивля с. Хриповка с. Черецкое пос. Ясеновка |

#### Ликвидированные населённые пункты[7]
| с. Зоряное | пос. Ломоносово |

## Экономика
Городня и Тупичев — крупные промышленные центры района. Ведущие отрасли: машиностроение, легкая (текстильная отрасль), строительных материалов, деревообрабатывающая и пищевая (отрасли — маслосыродельная, молочная и спиртовая). Аграрный сектор представлен мясо-молочным скотоводством, свиноводством, культивацией зерновых культур, картофеля. На территории района добывают торф.

## Транспорт
Через район проходит ж/д ветка направления Бахмач-Гомель, её длина 32 км. Ж/д станции: Городня, Хоробичи, и остановочные пункты: Кузничи, Перепись, Лукошко и Деревины. На крайнем севере расположен КПП Деревины (на Беларусь), а на северо-востоке — КПП Сеньковка (на Беларусь и Россию).

## Археология
В районе расположен ряд археологических памятников:
| Археологический памятник                     | Количество | Местонахождение                                                   |
| -------------------------------------------- | ---------- | ----------------------------------------------------------------- |
| Поселения эпохи неолита                      | 2          | Городня, Макишин                                                  |
| Поселения эпохи бронзы                       | 3          | Городня, Лашуки, Макишин                                          |
| Городища юхновской культуры 6-3 вв. до н. э. | 1          | Выхвостов                                                         |
| Клады римских монет                          | 1          | Перепись                                                          |
| Городища периода Киевской Руси               | 6          | Ваганичи, Великий Листвен, Городня, Перепись, Сеньковка, Хоробичи |
| Курганы периода Киевской Руси                | 2          | Куликовка, Пекуровка                                              |